# Quinto Barrio
Quinto Barrio, även Ejido Cahuacán är en ort i Mexiko, tillhörande kommunen Nicolás Romero i delstaten Mexiko. Quinto Barrio ligger i den centrala delen av landet och tillhör Mexico Citys storstadsområde. Orten hade 5 795 invånare vid folkmätningen 2010.